# قلعة بصرى

موقع قلعة بصرى على خريطة سوريا.

قلعة بصرى وهي نفسها مسرح بصرى ولكن بعد أن تمت إضافات عليه في العصر الأموي حيث سدت جميع أبوابه الخارجية وتركت له منافذ صغيرة فأصبح بمثابة حصن، كان معروفاً في زمن العباسيين باسم ملعب الروم. وفي العصر الفاطمي بنيت ثلاثة أبراج ملاصقة للجدار الخارجي الشرقي والغربي والشمالي. وفي زمن الحروب الصليبية بنى الملك العادل الأيوبي وأولاده في القرن الثالث عشر الميلادي تسعة أبراج محيطية ومستودعات ضخمة وخزان مياه، ليصبح المكان قلعة تامة. وأحيطت هذه القلعة بخندق وتم حصر الدخول إليها بمدخل واحد. يتم الوصول إليه عبر جسر خشبي متحرك بالسلاسل.
قامت أعمال الترميم والتنقيب بين عامي 1946 و 1970 بإزالة المنشآت الضخمة فوق المدرج والمنصة وإزالة الأنقاض والأتربة وأعادت للمسرح جدته ورونقه القديم حيث يستخدم اليوم للاحتفالات والمناسبات الفنية والثقافية، كما تقام فيه فعاليات «مهرجان بصرى السنوي».